# 霞利洋凤阳桥
霞利洋凤阳桥，是位于中国福建省宁德市柘荣县富溪镇霞洋村霞利洋自然村村口的一个清代古建筑，2011年7月入选第八批柘荣县文物保护单位。
霞利洋凤阳桥是一座东西走向、横跨霞利洋溪的木构平梁廊屋桥，始建于清朝嘉庆十二年（1807年）十一月初六，民国4年（1915年）、1986年两次重修，桥屋为6扇、5开间，长14.19米，桥面宽4.3米，跨度5米，距水面高3.4米。桥两端连接着保存较好、宽约1.2米的古石道。